# キャデラック・CTS-V
CTS-V(シーティーエス ブイ)はGMが製造・開発しキャデラックブランドで販売していた自動車である。

## 概要
2000年初頭、キャデラックは海外での販売不振や購入層の高齢化などの問題に悩まされており、若年層の獲得や海外進出を狙って2003年、コンパクトセダンであるCTSを発売した。その翌年である2004年、シボレー・コルベットの V8エンジンを搭載したホットモデルであるCTS-Vが誕生する。CTS-Vの開発にあたってキャデラックは新しいデザイン言語「アート&サイエンス」の一環となる、キャデラック・Vシリーズ(以下「V」シリーズと記載)という高性能車専用のラインを確立した。この「V」シリーズは、メルセデス・ベンツの「AMG」・BMWの「M」シリーズや、アウディの「RS」などの欧州製高性能車両と渡り合うことを目的としている。

## 初代（2004-2007年）
2003年にCTSが発売された翌年の2004年、コルベットC5に搭載される5.7L V型8気筒「LS6」を搭載してCTSのラインナップに追加された。CTS-Vは欧州製のスポーツセダンに対抗するため、エンジンだけでなく足回りまで徹底的に見直されており、その走りは従来型のキャデラックと比べてもかなり高水準にまとまっている。
エンジンは元々、コルベットC5に搭載される「GM LS6」という5.7L V型8気筒エンジンが搭載されていたが、コルベットがC6にモデルチェンジしたため、2006年にはエンジンも6.0L V型8気筒「GM LS2」に変更された。
ベース車とはあらゆる点で差別化が図られており、高性能パーツが多用されている。エンジンを載せ替えた他に高剛性のアンチロールバーが搭載され、スプリングレートも高くなり、ショックアブソーバーもより高性能なものに交換されている。ブレーキは約14インチのブレーキディスクと4ピストンのキャリパーを備えたブレンボ製の物が前後に搭載される。トランスミッションは、トレメック製6速マニュアルトランスミッションのみが設定されており、燃料消費を抑えるため１速から2速及び3速への変速を防ぐスキップシフト機能が搭載されている。
外見上の変化としては、フロントグリルが専用のメッシュタイプに、フロントバンパーが専用品に変更されている。また、ホイールのパターンは変わらないがインチアップされている。
0-60マイル(約96Km/h)加速は4.6秒、0-400m加速は175Km/hで13.1秒、最高速度は公称値で262Km/hである。またドイツのニュルブルクリンクでは8分19秒のラップタイムをマークした。
2007年、ベース車のモデルチェンジのため販売終了した。

## 2代目（2009-2014年）
2008年に2代目CTSが発売された翌年、2009年には、CTS-Vもベース車を2代目CTSに変更し、生産が始まっていた。
ベース車である2代目CTSにはセダン、クーペ、スポーツワゴンの三つのボディタイプを用意しているが、CTS-Vにはその全種類が設定された。
搭載されるエンジンは、シボレー コルベット C6 ZR1に搭載される「GM LS9」をベースに圧縮比を僅かに下げてピストン素材を変更した6.2L V型8気筒スーパーチャージドエンジン「GM LSA」で、最高出力564psに最大トルク76.0kgmを発生する。これは当時106年もの歴史を誇るキャデラックにおいて、史上最強となるエンジンであった。
トランスミッションは6MT及びMTモード付き6ATが搭載される。6MTはトレメック製ツインクラッチ搭載の「TR-6060」、6ATはトルクコンバータベースの「6L90」、ハンドルに付くパドルシフトで手動変速操作が可能である。
足回りにはミシュラン「パイロットスポーツPS2」を履いた19インチのアルミホイールが装着される。フロントにダブルウィッシュボーン式、リアにマルチリンク式が採用されるサスペンションにはマグネティックライドコントロール技術が採用されている。ブレーキにはフロント6ピストン、リア4ピストンのブレンボ製キャリパーが採用される14インチのベンチレーテッドディスクが搭載される。LSDも標準装備である。
このような高性能パーツの採用やボディの強化によって、2代目CTS-Vは6AT搭載車では静止状態から時速60マイル(約96km/h)まで3.9秒で加速する(6MT搭載車は4.1秒である。)。また、ニュルブルクリンクではセダン仕様車が当時4ドアセダン最速の7分59秒32を記録している。
ベースとなる2代目CTSがモデルチェンジで質感を大幅に向上したことを受け、2代目CTS-Vでもインテリアの質感向上やエンターテイメントシステムの改良に力を入れている。具体的には、黒曜石調のトリムに、レザーシートの採用や5.1chのBOSEサラウンドサウンドシステム(10スピーカー)の搭載、ミュージック保存が可能な40GB HDD、アナログTVチューナー、DVD/CDプレイヤー、気象情報や渋滞情報を受信し、地図上に表示するボイスコントロール機能付きVICSナビゲーションシステムが採用された。また電子制御パーキングブレーキやクルーズコントロール、横Gインジケーターなどの先進機能も標準装備となる。オプションには、サンルーフが用意された。
また、CTS-Vの外装パーツにも専用部品が多く使われている。フロントマスクは、ベースモデルが同時期のエスカレード等と同様の格子状のグリルを採用し、ロアーグリルの開口部が狭まったデザインに対し、CTS-Vではメッシュ状のグリルを採用し、吸気効率向上のためロアーグリルが大型化したスプリッター付きの専用バンパーに置き換わっている。また、大型のエンジンを収めるためにボンネットはパワーバルジが付いた立体的なものになっている。リアバンパーもセダンではスプリッターの付いたタイプに変更され、クーペでは「キャデラック・クレスト」を模したかのような五角形の一体型デュアルマフラーが二本出しの丸形マフラーに変更されている。ホイールも専用品である。
また、2代目CTS-Vはセダンとクーペが日本国内に正規輸入された。また2010年モデルから「プレミアム」グレードが追加設定された。ベースグレードに加えてレカロ製14ウェイベンチレーション機能搭載パワーシートと、マイクロファイバー製のステアリングホイール及びシフトノブが採用された。
・2009年1月：CTS-Vがカタログに追加。
・2010年1月：「プレミアム」が追加、専用レカロシートやマイクロファイバー素材、ポリッシュアルミホイールを標準装備。これに伴い、ベースグレードは値下げされた。
・2010年11月：バックビューカメラを標準装備。
・2011年1月：クーペがカタログに追加。乗車定員は4名。
・2012年1月：ウッドパネルがオプション装備に変更。「エボリューショングリーン」を廃止し、新色「ブラックダイヤモンド」「オピュレントブルー」を追加。ブラックダイヤモンドはメーカーオプション。
・2014年：ベース車のCTSのモデルチェンジに伴って生産終了。5月に500台限定で「CTS-V coupe Final Edition」を発表。「クリスタルホワイト」「ファントムグレー」「ブラックダイヤモンド」の3色が用意され、ブラックグリル、レッドブレーキキャリパー、クロームマフラー、サテングラファイトホイール、レカロパフォーマンスシート、アルカンターラ製ステアリングホイール、アルミペダル、レッドステッチインテリアを標準装備する。日本未導入。